# Day Of The Robot
The Day of the Robot es el tercer álbum de estudio del guitarrista Buckethead lanzado en 1996.
El álbum es reconocido por su estilo 'Jungle' debido la presencia del "Científico de los Sonidos", DJ Ninj. El álbum está fuera de circulación.

## Canciones
1. Destroyer: Speed Flux Quadrant/Inclusion/Exhaust Release – 13:03
2. Flying Guillotine – 7:24
3. Quantum Crash – 6:02
4. Collision – 8:23
5. Caution Drop – 8:17

## Créditos
- Buckethead - guitarras
- Ninj - bajo, percusión y teclados
- Bill Laswell - bajo y percusión
- Grabado en Coast Recorders, San Francisco, california y en Greenpoint Studio, Brooklyn, New York
- Las canciones rítmicas son las canciones 2, 3, 4 y 5 creadas por Ninj.
- Producido por Bill Laswell.
- Diseño, ilustración y fotografía por: Dave McKean y Hourglass
- Fuente de las fotografías: Buckethead
- Ilustración de la portada 'Buckethead No. 1' por: Bryan Frankenseuss Theiss.